# Siegfried Alkan

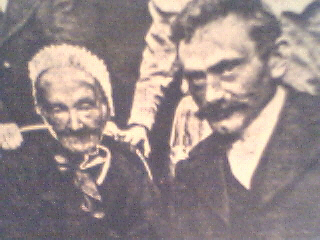
Siegfried Alkan 1899 mit seiner Mutter Johanna

Siegfried Alkan (* 30. März 1858 in Dillingen, Saarland; † 24. Dezember 1941 in Mainz) war ein deutscher Komponist jüdischer Herkunft.
Er war weitläufig mit Felix Mendelssohn Bartholdy, Fanny Hensel und Giacomo Meyerbeer verwandt.

## Werke
- Gruß an die Saar (op. 32)
- O wüsstest du’s (op. 39)
- Neues Saarlied (op. 91)
- Ur-Großmütterchen (op. 80)